# Emma Blackery
Emma Louise Blackery (Basildon, 11 novembre 1991) è una cantante, youtuber e produttrice discografica britannica.